# جان جيرسون
جان جيرسون (بالفرنسية: Jean de Gerson)‏ هو عالم عقيدة وكاتب وفيلسوف فرنسي، ولد في 13 ديسمبر 1363 في Gerson ‏ في فرنسا، وتوفي في 12 يوليو 1429 في ليون في فرنسا.

## وصلات خارجية
- جان جيرسون على موقع الموسوعة البريطانية (الإنجليزية)